# Frederik Vilhelm Schmettau
Friedrich Wilhelm (Frederik Vilhelm) Schmettau (6. oktober 1662 – 18. april 1735 i København) var en dansk officer og diplomat, far til Leopold von Schmettau.
Han var søn af købmand, kejserlig råd Ernst Schmettau til Oberdrömling ved Breslau (1622-1687) og Elisabeth von Nüsser (død 1672). Han trådte i dansk tjeneste under felttoget i Hertugdømmerne 1700 som generaladjudant hos overgeneralen, hertug Ferdinand Vilhelm af Württemberg-Neuenstadt, fik i denne stilling oberstløjtnants karakter og blev samme år ansat ved Ahlefeldts Kyrasserregiment. 1701-14 tog han ved det danske auxiliærkorps del i Den Spanske Arvefølgekrig, blev 1702 oberst og chef for 5. jyske Rytterregiment, 1709 brigadér og 1711 generalmajor. Han udmærkede sig bl.a. i slaget ved Höchstädt (1704), hvor han fik en arm skudt over, og blev flere gange benyttet til underhandlinger med Generalstaterne. Efter hjemkomsten trådte han 1716 ud af Hæren, men vedblev at være knyttet til Danmark, bl.a. ved sit ægteskab.
Schmettau blev gift 24. juni 1708 i Københavns Slotskirke med senere hofmesterinde for Arveprins Frederik og dekanesse på Vallø Anna Margrethe Brandt (27. september 1685 - 15. november 1768 på Vallø), datter af rentemester, senere overrentemester, gehejmeråd Peter Brandt (1644-1701) og Abigael Marie von Stöcken (ca.1661-1714).
Da Christian VI kort efter sin tronbestigelse foretog forskellige forandringer i besættelsen af de vigtigere diplomatiske poster, blev Schmettau sendt som dansk gesandt til Stockholm (april 1731). Han skulle her inaugurere kongens svenskvenlige politik, som han selv var en erklæret tilhænger af, men som til en begyndelse kun fandt ringe tilslutning hos de ledende svenske statsmænd. Dog var der allerede begyndt at ske et omslag, da Schmettau 1733 af helbredshensyn måtte søge om afsked. Han døde 18. april 1735. I anledning af sin sendelse var han 1731 blevet gehejmeråd og Ridder af Dannebrog; senere havde han fået generalløjtnants karakter.
Han er begravet på Reformert Kirkegård.